# Piretroide

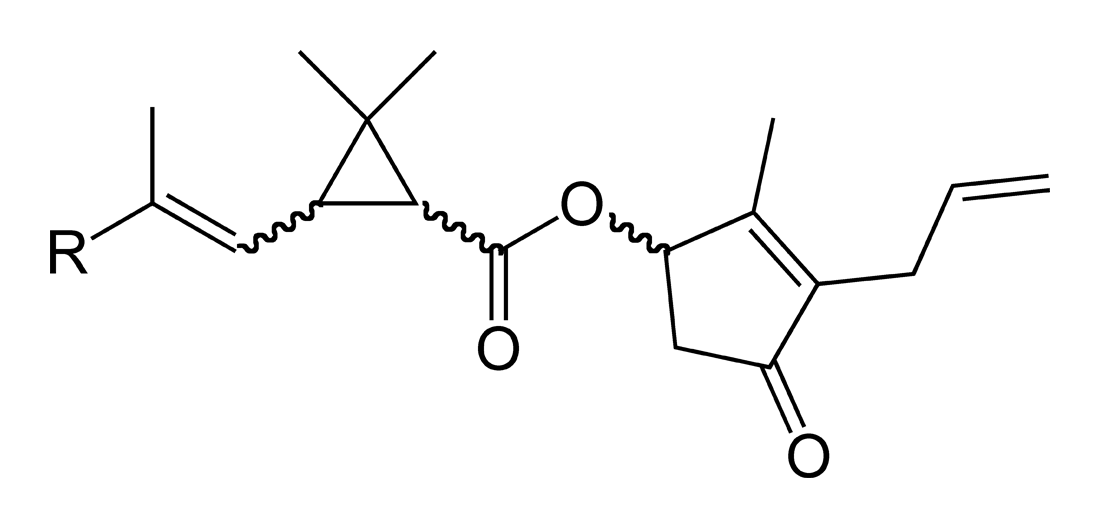
Aletrina

Um piretroide (pré-AO 1990: piretróide) é um composto químico sintético similar às substâncias naturais piretrinas produzidas pelas flores do "gênero" Pyrethrum (Chrysanthemum cinerariaefolium e C. coccineum). Piretróides são comuns em produtos comerciais tais como inseticidas domésticos e repelentes para insetos. São usualmente decompostos pela luz do Sol e atmosfera em um a dois dias, e não tem efeito sobre a qualidade da água de subsolo. 
Piretródes são venenos axônicos que trabalham por manter os canais de sódio abertos nas membranas neurais dos insetos. O canal de sódio é um pequeno orifício através do qual os íons sódio são permitidos de entrar no axónio e causar a excitação.